# Franchevelle
Franchevelle é uma comuna francesa na região administrativa de Borgonha-Franco-Condado, no departamento de Alto Sona. Estende-se por uma área de 10,42 km². Em 2010 a comuna tinha 445 habitantes (densidade: 42,7 hab./km²).